# Кузовлево (Бабаевский район)
Кузовлево — деревня в Бабаевском районе Вологодской области.
Входит в состав Тороповского сельского поселения, с точки зрения административно-территориального деления — в Тороповский сельсовет.
Расположена на левом берегу реки Вешарка. Расстояние по автодороге до районного центра Бабаево — 29 км, до центра муниципального образования деревни Торопово — 3 км. Ближайшие населённые пункты — Бардинское, Горка, Гриньково, Карпово, Красиково, Минино, Плаксино, Степаново, Ципелево.
По данным переписи в 2002 году постоянного населения не было.